# Granica funkcji
| {\displaystyle n} | {\displaystyle n\sin(1/n)} |
| ----------------- | -------------------------- |
| 1                 | 0,841471                   |
| 2                 | 0,958851                   |
| ...               |                            |
| 10                | 0,998334                   |
| ...               |                            |
| 100               | 0,999983                   |

Dodatnia liczba całkowita {\displaystyle n} staje się coraz większa, wartość {\displaystyle n\cdot \sin \left({\tfrac {1}{n}}\right)} staje się coraz bliższa {\displaystyle 1.} Mówimy, że granica {\displaystyle n\cdot \sin \left({\tfrac {1}{n}}\right)} jest równa {\displaystyle 1.}
Granica funkcji – wartość, do której obrazy danej funkcji zbliżają się nieograniczenie dla argumentów dostatecznie bliskich wybranemu punktowi. Funkcjonują dwie równoważne definicje podane przez Augustina Louisa Cauchy’ego oraz Heinricha Eduarda Heinego.

## Historia
Pojęcie to znane było intuicyjnie już w starożytności. Stosowano je wówczas do obliczania pól figur geometrycznych za pomocą tzw. metody wyczerpywania, która polegała na wpisywaniu w daną figurę geometryczną ciągu figur o znanych polach (pomysł wykorzystywany jest do dzisiaj w nieco zmodyfikowanej formie jako całka oznaczona, np. Lebesgue’a). Łaciński termin oznaczający granicę, „limes”, pojawił się w XVII wieku w pracach Newtona oraz Leibniza w związku z próbami uściślenia tego pojęcia oraz użycia go w ich wersjach rachunku różniczkowego i całkowego. Obaj tłumaczyli istnienie granic w różny sposób, Newton porównywał je do ciągłego ruchu, że w każdym konkretnym punkcie czasu istnieje jakaś prędkość. Leibniz natomiast tłumaczył granicę na przykładzie krzywych eliptycznych, gdzie parabola dąży do elipsy i może być nieskończenie blisko elipsy, ale nie być jeszcze elipsą.
Współczesna definicja granicy funkcji powstała w XIX wieku wraz z rozwojem analizy matematycznej. Pierwszą ścisłą definicję granicy funkcji, sformułowaną za pomocą pojęć arytmetycznych, podał Cauchy, a współczesne brzmienie nadał jej Weierstrass.

## Granica w punkcie

### Definicje

Dlatego granica jako nie istnieje.

Funkcja {\displaystyle f\colon A\to \mathbb {R} } określona na zbiorze {\displaystyle A\subseteq \mathbb {R} } ma w punkcie skupienia {\displaystyle x_{0}} tego zbioru granicę równą {\displaystyle g,} jeżeli spełniony jest jeden z równoważnych warunków
1. definicja Heinego:
dla każdego ciągu {\displaystyle (x_{n})} takiego, że dla dowolnego {\displaystyle n\in \mathbb {N} ,x_{n}\in A,\ x_{n}\neq x_{0}} oraz {\displaystyle x_{n}}dąży do {\displaystyle x_{0},} ciąg wartości funkcji {\displaystyle (f(x_{n}))} dąży do {\displaystyle g} gdy {\displaystyle n\to \infty };
2. definicja Cauchy’ego:
{\displaystyle \forall _{\varepsilon >0}\;\exists _{\delta >0}\;\forall _{x\in A}\;(0<|x-x_{0}|<\delta \implies |f(x)-g|<\varepsilon ),}
co czytamy następująco: dla każdej liczby {\displaystyle \varepsilon >0} istnieje liczba {\displaystyle \delta >0} taka, że dla każdego {\displaystyle x\in A} z nierówności {\displaystyle 0<|x-x_{0}|<\delta } wynika nierówność {\displaystyle |f(x)-g|<\varepsilon .}
3. definicja przez ciągłość: {\displaystyle g} jest taką wartością, którą należy nadać funkcji {\displaystyle f} w punkcie {\displaystyle x_{0}} by była w tym punkcie ciągła:
{\displaystyle h(x)=\left\{{f(x){\text{ dla }}x\neq x_{0} \atop g{\text{ dla }}x=x_{0}}\right.} jest ciągła w {\displaystyle x_{0}.} (Ta definicja stosuje się do wszystkich funkcji, nie tylko liczbowo-liczbowych.) Aby móc stosować tę definicję gdy {\displaystyle x_{0}} lub {\displaystyle g} są równe {\displaystyle +\infty } lub {\displaystyle -\infty } wystarczy rozważać rozszerzony zbiór liczb rzeczywistych z odpowiednimi otoczeniami {\displaystyle +\infty } i {\displaystyle -\infty .}
Warunek {\displaystyle 0<|x-x_{0}|} w definicji Cauchy’ego oznacza, że nie wymagamy {\displaystyle |f(x_{0})-g|<\varepsilon .} W definicji przez ciągłość nie musimy wykluczać tego wymagania dla funkcji {\displaystyle h,} bo sprowadza się ono do warunku {\displaystyle |g-g|<\varepsilon ,} który jest oczywiście spełniony, bo {\displaystyle \varepsilon >0.}
Jeżeli istnieje granica funkcji {\displaystyle f} w punkcie {\displaystyle x_{0}} i jest równa {\displaystyle g,} to piszemy
{\displaystyle f(x)\to g} {\displaystyle (x\to x_{0})}
i czytamy „{\displaystyle f(x)} dąży do {\displaystyle g,} gdy {\displaystyle x} dąży do {\displaystyle x_{0}}”
lub równoważnie
{\displaystyle \lim _{x\to x_{0}}f(x)=g,}
co czytamy: „limes {\displaystyle f(x)} przy {\displaystyle x} dążącym do {\displaystyle x_{0}} równa się {\displaystyle g}”.

### Przykłady
Nie istnieje granica
{\displaystyle \lim _{x\to 0}~{\frac {1}{x}}}
(żadna liczba, nawet 0, nie spełnia definicji granicy). Natomiast istnieją obie granice jednostronne:
{\displaystyle \lim _{x\to 0^{+}}~{\frac {1}{x}}=+\infty }
{\displaystyle \lim _{x\to 0^{-}}~{\frac {1}{x}}=-\infty }
Nie istnieje granica
{\displaystyle \lim _{x\to 0}~\sin {\frac {1}{x}}}
(żadna liczba, nawet 0, nie spełnia definicji granicy). Nie istnieją też granice jednostronne.
Istnieje granica {\displaystyle \lim _{x\to \infty }~{\frac {1}{x}}}
i jest równa 0.
Istnieje granica {\displaystyle \lim _{x\to 0}~x\cdot \sin {\frac {1}{x}}}
i jest równa 0.

### Granica jednostronna
Granica jednostronna jest wspólną nazwą dla granicy lewostronnej i prawostronnej. Wyżej rozważaną granicę nazywa się czasami (w opozycji do ukazanej w tej sekcji) obustronną. Jeżeli granice lewo- i prawostronna istnieją i są sobie równe, to są one granicą obustronną; twierdzenie odwrotne też jest prawdziwe: jeżeli istnieje granica obustronna to obie granice jednostronne istnieją i są jej równe (o ile punkt, w którym obliczamy granice jest odpowiednio lewostronnym lub prawostronnym punktem skupienia dziedziny funkcji).
Liczba {\displaystyle g} jest granicą lewostronną (odpowiednio: prawostronną) funkcji {\displaystyle f} w lewostronnym (odpowiednio: prawostronnym) punkcie skupienia {\displaystyle x_{0}} dziedziny, co zapisuje się
{\displaystyle f(x)\to g} przy {\displaystyle x\to x_{0}^{-}} (odpowiednio: {\displaystyle f(x)\to g} przy {\displaystyle x\to x_{0}^{+}})
lub
{\displaystyle \lim _{x\to x_{0}^{-}}~f(x)=g} (odpowiednio: {\displaystyle \lim _{x\to x_{0}^{+}}~f(x)=g}),
gdy spełnione są warunki określone w jakiejkolwiek z następujących dwu równoważnych definicji:
definicja Heinegodla każdego ciągu {\displaystyle (x_{n})} takiego, że dla dowolnego {\displaystyle n\in \mathbb {N} \ x_{n}\in A,\ x_{n}<x_{0}} (odpowiednio: {\displaystyle x_{n}>x_{0}})   oraz {\displaystyle \lim _{n\to \infty }~x_{n}=x_{0},}
ciąg wartości funkcji {\displaystyle (f(x_{n}))} dąży do {\displaystyle g} przy {\displaystyle n\to \infty ;}
definicja Cauchy’ego{\displaystyle \forall _{\varepsilon >0}\;\exists _{\delta >0}\;\forall _{x\in A}\;(x_{0}-\delta <x<x_{0}\implies |f(x)-g|<\varepsilon )} (odpowiednio: {\displaystyle \forall _{\varepsilon >0}\;\exists _{\delta >0}\;\forall _{x\in A}\;(x_{0}<x<x_{0}+\delta \implies |f(x)-g|<\varepsilon )}).

### Granica niewłaściwa
Funkcja {\displaystyle f} ma w punkcie {\displaystyle x_{0}} granicę niewłaściwą {\displaystyle +\infty ,} co zapisuje się
{\displaystyle f(x)\to +\infty } przy {\displaystyle x\to x_{0}}
lub
{\displaystyle \lim _{x\to x_{0}}~f(x)=+\infty ,}
gdy spełnione są warunki, określone w jakiejkolwiek z następujących dwu równoważnych definicji:
definicja Heinegodla każdego ciągu {\displaystyle (x_{n})} takiego, że {\displaystyle x_{n}\in A,x_{n}\neq x_{0}} oraz {\displaystyle \lim _{n\to \infty }~x_{n}=x_{0}} ciąg wartości funkcji {\displaystyle (f(x_{n}))} dąży do {\displaystyle +\infty } przy {\displaystyle n\to +\infty ;}
definicja Cauchy’ego{\displaystyle \forall _{M>0}\;\exists _{\delta >0}\;\forall _{x\in A}\;(0<|x-x_{0}|<\delta \implies f(x)>M).}
Analogicznie definiuje się i oznacza się granicę niewłaściwą {\displaystyle -\infty {:}} trzeba tylko wszędzie zamienić {\displaystyle +\infty } na {\displaystyle -\infty ,} a definicję Cauchy’ego zapisać tak:
{\displaystyle \forall _{M>0}\;\exists _{\delta >0}\;\forall _{x\in A}\;(0<|x-x_{0}|<\delta \implies f(x)<-M).}
Analogicznie określa się niewłaściwe granice lewo- i prawostronną: trzeba w sposób naturalny skombinować informację z tej i poprzedniej podsekcji.

## Granica w nieskończoności

Granica tej funkcji w nieskończoności istnieje

Asymptota pozioma

Funkcja {\displaystyle f} określona dla wszystkich {\displaystyle x>a} (odpowiednio: {\displaystyle x<a}) ma granicę {\displaystyle g} w plus (odpowiednio: minus) nieskończoności, co zapisuje się
{\displaystyle f(x)\to g} przy {\displaystyle x\to +\infty } (odpowiednio: {\displaystyle x\to -\infty })
lub
{\displaystyle \lim _{x\to +\infty }~f(x)=g} (odpowiednio: {\displaystyle \lim _{x\to -\infty }~f(x)=g}),
gdy spełnione są warunki, określone w jakiejkolwiek z następujących dwóch równoważnych definicji:
definicja Heinegodla każdego ciągu {\displaystyle (x_{n})} takiego, że dla każdego {\displaystyle n\in \mathbb {N} \ x_{n}>a} oraz {\displaystyle x_{n}\to +\infty } (odpowiednio: dla każdego {\displaystyle n\in \mathbb {N} \ x_{n}<a} oraz {\displaystyle x_{n}\to -\infty }),
ciąg wartości funkcji {\displaystyle f(x_{n})} dąży do {\displaystyle g} przy {\displaystyle n\to \infty ;}
definicja Cauchy’ego
{\displaystyle \forall _{\varepsilon >0}\;\exists _{\alpha \in \mathbb {R} }\;\forall _{x>\alpha }\;|f(x)-g|<\varepsilon } (odpowiednio {\displaystyle \forall _{\varepsilon >0}\;\exists _{\alpha \in \mathbb {R} }\;\forall _{x<\alpha }\;|f(x)-g|<\varepsilon }).

### Granica niewłaściwa w nieskończoności
Funkcja {\displaystyle f} określona na przedziale {\displaystyle (a,+\infty )} ma w nieskończoności granicę niewłaściwą {\displaystyle +\infty ,} co zapisuje się
{\displaystyle f(x)\to +\infty } przy {\displaystyle x\to +\infty }
lub
{\displaystyle \lim _{x\to +\infty }~f(x)=+\infty ,}
gdy spełnione są warunki określone w jakiejkolwiek z następujących dwóch równoważnych definicji:
definicja Heinegodla każdego ciągu {\displaystyle (x_{n})} takiego, że dla każdego {\displaystyle n\in \mathbb {N} \ x_{n}>a} oraz {\displaystyle x_{n}\to +\infty ,} ciąg wartości funkcji {\displaystyle f(x_{n})} dąży do {\displaystyle +\infty } przy {\displaystyle n\to \infty ;}
definicja Cauchy’ego{\displaystyle \forall _{M>0}\;\exists _{\alpha \in \mathbb {R} }\;\forall _{x>\alpha }\;f(x)>M.}
Analogicznie definiuje się:
- granicę niewłaściwą {\displaystyle -\infty } funkcji w {\displaystyle +\infty ,}
- granicę niewłaściwą {\displaystyle +\infty } funkcji w {\displaystyle -\infty ,}
- granicę niewłaściwą {\displaystyle -\infty } funkcji w {\displaystyle -\infty .}

## Własności
- Jeśli funkcje {\displaystyle f} i {\displaystyle g,} określone na zbiorze {\displaystyle A\subseteq \mathbb {R} ,} mają granice właściwe {\displaystyle \lim _{x\to x_{0}}~f(x)=a} i {\displaystyle \lim _{x\to x_{0}}~g(x)=b,} to:
  - {\displaystyle \lim _{x\to x_{0}}~(f(x)\pm g(x))=a\pm b,}
  - {\displaystyle \lim _{x\to x_{0}}~(f(x)\cdot g(x))=a\cdot b,}
  - {\displaystyle \lim _{x\to x_{0}}~{\tfrac {f(x)}{g(x)}}={\tfrac {a}{b}},} gdy {\displaystyle g(x)\neq 0} oraz {\displaystyle b\neq 0.}

Uwaga: twierdzenie to jest prawdziwe również dla granic w nieskończoności.
- - Należy pamiętać, że twierdzenie odwrotne nie jest prawdziwe, np. to, że {\displaystyle \lim _{x\to \infty }~{\tfrac {\sin x}{x}}=0,} nie oznacza, że istnieją granice {\displaystyle \lim _{x\to \infty }~\sin x} czy {\displaystyle \lim _{x\to \infty }~{\tfrac {1}{x}}.} W podanym przykładzie granica {\displaystyle \lim _{x\to \infty }~\sin x} nie istnieje, natomiast {\displaystyle \lim _{x\to \infty }~{\tfrac {1}{x}}=0.}
- Twierdzenie o granicy funkcji złożonej.

Jeśli funkcja {\displaystyle f\colon A\to \mathbb {R} } ma w punkcie {\displaystyle x_{0}} granicę {\displaystyle \lim _{x\to x_{0}}~f(x)=y_{0},} funkcja {\displaystyle g\colon B\to \mathbb {R} } ma w punkcie {\displaystyle y_{0}} granicę {\displaystyle \lim _{y\to y_{0}}~g(y)=z_{0},} przy czym {\displaystyle x_{0}} i {\displaystyle y_{0}} są odpowiednio punktami skupienia zbiorów {\displaystyle A\cap f^{-1}(B)} oraz {\displaystyle B,} przy czym {\displaystyle f(x)\neq y_{0}} dla każdego {\displaystyle x} z pewnego sąsiedztwa punktu {\displaystyle x_{0},} to {\displaystyle \lim _{x\to x_{0}}~(g\circ f)(x)=\lim _{y\to y_{0}}~g(y)=z_{0}.}
Wymienione niżej własności są prawdziwe także w przypadku granic jednostronnych i w nieskończoności:
- {\displaystyle \lim _{x\to x_{0}}~f(x)=\pm \infty \implies \lim _{x\to x_{0}}~{\tfrac {1}{f(x)}}=0,}
- {\displaystyle \lim _{x\to x_{0}}~f(x)=0} oraz {\displaystyle f(x)>0\;{\big (}f(x)<0{\big )}} w pewnym sąsiedztwie {\displaystyle x_{0}\implies \lim _{x\to x_{0}}~{\tfrac {1}{f(x)}}=\pm \infty ,}
- {\displaystyle \lim _{x\to x_{0}}~f(x)=\pm \infty } oraz {\displaystyle c>0\implies \lim _{x\to x_{0}}~cf(x)=\pm \infty ,}
- {\displaystyle \lim _{x\to x_{0}}~f(x)=\pm \infty } oraz {\displaystyle c<0\implies \lim _{x\to x_{0}}cf(x)=\mp \infty ,}
- {\displaystyle \lim _{x\to x_{0}}f(x)=\pm \infty } oraz {\displaystyle 0<a\leqslant h(x)} w pewnym sąsiedztwie {\displaystyle x_{0}\implies \lim _{x\to x_{0}}~f(x)\cdot h(x)=\pm \infty ,}
- {\displaystyle \lim _{x\to x_{0}}f(x)=\pm \infty } oraz {\displaystyle h(x)\leqslant a<0} w pewnym sąsiedztwie {\displaystyle x_{0}\implies \lim _{x\to x_{0}}~f(x)\cdot h(x)=\mp \infty .}

## Literatura dodatkowa
- Encyklopedia szkolna – matematyka. Warszawa: Wydawnictwa Szkolne i Pedagogiczne, 1996. ISBN 83-02-02551-8. Brak numerów stron w książce